# 百變張韶涵2007世界巡迴演唱會台北場
《百變張韶涵2007世界巡迴演唱會-臺北場》是張韶涵收錄於2007年3月31日在台北小巨蛋舉行的“百變張韶涵世界巡迴演唱會”現場專輯。

## 曲目收錄

### DVD
- DVD 1

1. 夢裡花
2. 潘朵拉
3. 都只因為你
4. 真的+猜不透
5. 手心的太陽
6. 保護色
7. Mama Mama
8. 如果的事(張韶涵+范瑋琪)
9. 一比一(范瑋琪)
10. 不痛
11. 口袋的天空
12. JOURNEY
13. 吶喊
14. C大調
15. 靜不下來
16. 快樂崇拜(OT：Come On)(張韶涵+歌迷)
17. 尋寶
18. 喜歡你沒道理
19. 隱形的翅膀
20. 我的最愛
21. 遺失的美好
22. 寓言
23. 歐若拉

- 獨家贈送Bonus DVD 2：幕後花絮+最新單曲「控制不了」MV

### 數位發行
1. 夢裡花
2. 潘朵拉
3. 都只因為你
4. 真的+猜不透
5. 手心的太陽
6. 保護色
7. Mama Mama
8. 如果的事(張韶涵+范瑋琪)
9. 一比一(范瑋琪)
10. 不痛
11. 口袋的天空
12. JOURNEY
13. 吶喊
14. C大調
15. 靜不下來
16. 快樂崇拜(OT：Come On)(張韶涵+歌迷)
17. 尋寶
18. 喜歡你沒道理
19. 隱形的翅膀
20. 我的最愛
21. 遺失的美好
22. 寓言
23. 歐若拉
24. 控制不了